# Israel Schorr
Israel Schorr (ur. 1886 w Rymanowie, zm. 9 kwietnia 1935 w Nowym Jorku) – jeden z najbardziej prominentnych kantorów w czasie tzw. Złotego Wieku Hazzanut.
Urodzony w rodzinie chasydzkiej, początkowo zaczynał swoją karierę jako mały chłopiec śpiewając sopranem w miejscowej synagodze dla naczelnego rabina Rymanowa. Po zakończeniu I wojny światowej studia kontynuował w Brnie, Krakowie i Zurychu. W 1924 roku wyemigrował do Stanów Zjednoczonych